# Bartovo chlapectví
Bartovo chlapectví (v anglickém originále Barthood) je 9. díl 27. řady (celkem 583.) amerického animovaného seriálu Simpsonovi. Scénář napsal Dan Greaney a díl režíroval Rob Oliver. V USA měl premiéru dne 13. prosince 2015 na stanici Fox Broadcasting Company a v Česku byl poprvé vysílán 1. června 2016 na stanici Prima Cool.

## Děj
Díl začíná scénou, kdy Homer a 6letý Bart na začátku roku 2012 leží na trávě a Bart se ptá svého otce na věci týkající se přírody. Posléze se ho Homer zeptá, proč nechal na schodech své autíčko, což vedlo k Homerovou pádu (důvod, proč leží na trávě). Rodina se rozhodne vzít Barta k dědečkovi, aby strávil čas bez Homera. Když Bart dědu požádá, aby si hrál s autíčky, vzpomene si na staré auto, které si koupil jako nové v roce 1954 a na které úplně zapomněl. Bart se zeptá, jestli v něm může sedět, ale děda mu prozradí, že Bart ho může i řídit. 
Epizoda se rychle přenese téměř o dva roky do budoucnosti na konec roku 2013, kdy Bart stále řídí dědovo auto a přijde pozdě na hodinu čtení. Profesor Frink se ho bez většího úspěchu snaží učit a zjišťuje, že o dva roky mladší Líza umí číst téměř dokonale. Později Líza namaluje loďku na moři, kterou se Marge rozhodne vystavit nad gaučem (je vidět v pozadí gaučových gagů). Bart odhalí, že namaloval obraz na celou kuchyň. Zatímco Homer maluje stěny a nábytek původní barvou, Bart se snaží zapůsobit na Lízu tím, že řídí Homerovo auto, jenže s ním prorazí kuchyňskou zeď a málem srazí svého otce. Homer a Marge se rozhodnou zajít k psychologovi, aby zjistili, proč je jejich syn takový průšvihář. Ten řekne, že je to proto, že se mu Homer nevěnuje, a že by spolu měli jet kempovat. Ale místo toho, aby vzal chlapce na kempování, vezme ho Homer do hospody na hokej, z čehož je Bart smutný. Doma zjistí, že Líza je žákyní měsíce na Springfieldské základní škole, i když je tam teprve měsíc, zatímco Bart je tam už dva roky a nic nedokázal. Homer se s ním snaží usmířit tím, že uvede, že je má oba stejně rád na 40 %. Bart vyrobí samolepku na Homerovo auto, ale ten ji ignoruje, protože na nové samolepky už nemá místo. 
Díl se rychle přetočí na Bartovy 12. narozeniny v roce 2017, kdy se Líza dozvídá, že je 48 měsíců po sobě žákem měsíce na Springfieldské základní škole. Bart se naštve, protože ho jeho sestra dokáže zastínit – dokonce i na jeho vlastní narozeninové oslavě –, a tak se rozhodne, že půjde s Milhousem jezdit na skateboardu. Rozhodnou se rozbít pouliční lampy, ale Milhouse zatknou a odvezou ho do výchovného ústavu, zatímco Bart se schová v domově důchodců, kde mu děda dá kolo na BMX. 
O tři roky později, v roce 2020, je 15letý Bart dobrý v provádění kaskadérských kousků na kole. Marge a Líza odjedou společně na tábor a nechají Homera a Barta samotné. Marge se zmíní, že by to mohla být Homerova poslední šance mít s Bartem blízký vztah, jenže spolu prohodí pouze pár slov a Homer ho opět nechá doma samotného. Bart doma uspořádá večírek, přičemž najde Homera zfetovaného marihuanou, který mu prozradí, že byl úplně stejný jako on, ale když se mu narodil potomek, znamenalo to, že už není dítě. Obejmou se, ale jejich chvíle je zničena, když se Homer zmíní, že nikam nepůjde a nic neudělá. 
Bart jde k dědečkovu hrobu, kde dostane nápad jet na závody BMX, kde by ho Líza nikdy nezastínila. Při jednom z kaskadérských kousků se však nechá rozptýlit Líziným stínem, dopadne tvrdě na zem a omdlí. Líza jej oživí a prohlásí ho za hrdinu, což ho rozzlobí. V roce 2024 dělá Bart karikatury v přístavu, kam je pozván na Milhousův maturitní večírek. Zdráhá se jít, protože jeho sestra maturuje ve stejném roce jako oni, ale přesto se rozhodne se jej zúčastnit. Na večírku se Milhousovi rodiče před jeho očima pohádají, a tak se ho Líza snaží potěšit tím, že řekne, že je „roztomilejší než kdy dřív“, což má za následek Milhousovu odpověď, že ona je na tom večírku nejlepší. Bart se rozčílí, že je ve všem vždycky ten druhý nejlepší Simpson, ale Líza se mu postaví s tím, že už ji nebaví, jak ji obviňuje z každého nezdaru v životě, a že je dobrý umělec, i když se svým talentem nikdy nic nedělá. Bart se rozhodne vztek své sestry brát jako radu. 
O dva roky později, v roce 2026, si Bart otevře obchod s úpravami jízdních kol, kde ho překvapí Nelson, který mu chce vrátit všechny peníze na obědy, které ukradl ve škole, a dá Bartovi 5 000 dolarů. Překvapí ho také, že Líza a Nelson spolu (opět) chodí. Ukáže jim obří obraz na stěně, na kterém jsou zobrazeny různé momenty z jeho života. Líza si uvědomí, že není na žádné části obrazu, a tak Bart spustí garážová vrata obchodu, na nichž se nachází obří obraz vytvořený na její počest jako jedné z jeho nejoblíbenějších sester. Nelson zjistí, že El Barto je ve skutečnosti Bart. 
Někdy později se Homer vrátí na trávník a konečně podrobně odpoví na otázky dospělého Barta (mimo jiné na to, že tráva, na které leží, je zelená, protože je umělá) a na závěr poradí synovi, aby předstíral, že telefonuje, pokud se ho někdo pokusí na něco zeptat, což okamžitě uvede do praxe, když se Bart během titulků pokusí položit další otázku.

## Přijetí
Epizoda získala rating 2,4 a sledovalo ji 5,97 milionu diváků, což z ní učinilo nejsledovanější pořad večera na stanici Fox.
Dennis Perkins z The A.V. Club udělil dílu hodnocení C se slovy: „Tato epizoda Simpsonových se sice opičí po příběhovém triku filmu Richarda Linklatera o dospívání, ale téměř úplně se míjí účinkem. Místo toho, aby scénář Dana Greaneyho využil časosběrnou strukturu k novému vhledu do mysli Barta Simpsona, jen opakuje staré známé postavy a vtipy s jiným střihem. Z hlediska promarněných příležitostí je díl obzvlášť skličující.“.
Tony Sokol z Den of Geek ohodnotil epizodu známkou 4 z 5 a uvedl, že díl „byl dobře natočený a inteligentní, dojemný a vtipný, ale celkově šlo o tlumenou epizodu. Obecně Simpsonovi používají filmové parodie jako odrazový můstek k šílenství, ale někdy jsou až příliš uctiví. Zůstali věrní stylu a atmosféře předlohy a využili ji k tomu, aby posunuli dopředu charaktery postav. Ale stejně jako ve většině epizod Simpsonových z budoucnosti si protiřečí a jednou si budou protiřečit. Tohle byl inspirativní díl, jenž zůstal na bezpečné straně. Počkejte, musím vzít telefon.“
Server Screen Rant díl označil za nejlepší epizodu 27. řady.
Dan Greaney byl za scénář k této epizodě nominován na Cenu Sdružení amerických scenáristů za vynikající scénář k animovanému dílu na 69. ročníku těchto cen.